# 호이다 모토키요
호이다 모토키요(일본어: 穂井田 元清, 덴분 20년 (1551년) ~ 게이초 2년 7월 9일(1597년 8월 21일))는 센고쿠 시대부터 아즈치모모야마 시대에 걸쳐 활약한 무장이다. 모리 모토나리(毛利元就)의 4남이다.

## 생애

### 유년기
모리 모토나리는 정실의 자식들인 모리 다카모토(毛利隆元), 깃카와 모토하루(吉川元春), 고바야카와 다카카게(小早川隆景)을 이뻐한 것에 비하여, 모토키요를 비롯한 측실의 자식들은 소홀하게 여겼다. 이는 이미 모토키요와 동생들이 태어났을 때, 모토나리가 당시의 평균 수명인 50세를 넘은 나이로 모토키요의 교육은 여생이 얼마 남지 않은 자신이 아니라 나이 차가 많이 나는 형제인 다카모토, 모토하루, 다카카게가 하는 것이 나을거라는 모토나리 나름대로의 배려였다고 한다.
또한, 모토나리는 모토키요 자신도 측실 소생의 형제 중에서는 가장 나이가 많으므로, 세 형이 바쁠 때 동생들을 돌보도록 하라고 명했다.

### 관례 후
에이로쿠 9년(1566년), 모리 데루모토(毛利輝元)의 가관(加冠)을 받아 관례를 치렀다.
에이로쿠 11년 (1568년), 이요 수군(伊予水軍)과의 관계를 강화할 필요성도 있어서 무라카미 미치야스(村上通康)의 딸을 처로 맞는다.
같은 해, 모리 가문이 북규슈를 침공하였을 때, 빗추국의 경비가 허술해졌다. 이 기회를 틈타, 우키타 나오이에(宇喜多直家)가 모리 가문을 배반하여 빗추의 마쓰야마성(松山城)과 사루카케성(猿掛城)을 함락시킨다. 모토키요는 모토나리의 명을 받아 미무라 모토치카(三村元親)와 함께 사루카케 성을 탈환하고, 마쓰야마 성에서 빗추의 호족 쇼 일족(庄氏)을 추방했다.
에이로쿠 12년(1569년), 모리 가문이 북규슈 제패를 둘러싸고 오토모 가문(大友氏)과 대립하게 되자, 모토키요는 다치바나성 전투(立花山城の戦い), 모지성 전투(門司城の戦い), 다타라하마 전투(多々良浜の戦い)에 출진하였다.
겐키 3년(1572년), 아키국 사쿠라오성(桜尾城)을 받아 평생 거성으로 삼는다.

### 호이다 가문 상속
덴쇼 2년(1574년)부터 형 모토하루와 다카카게를 따라 빗추병란(備中兵乱, 모리 가문과 미무라 가문(三村氏) 사이의 전쟁)에 출진하였다.
덴쇼 4년(1576년)의 무기이잔 전투(麦飯山の戦い)에서는 우키타 모토이에(宇喜多基家)의 군세와 싸웠다.
덴쇼 3년(1575년)에 모리 가문을 따르던 빗추 사루카케 성주로 미무라 가문의 일족인 호이다 모토스케(穂井田元資, 또는 쇼 모토스케(庄元資))의 양자가 되어 모리 가문의 동부방면을 지키는 중진이 되었다.
덴쇼 5년(1577년), 오다 노부나가(織田信長)군의 주고쿠 정벌(中国征伐)이 시작되자, 고지마 전투(児島の戦い)에서 오다 가문과 내통한 우키타 나오이에의 군세를 격퇴했다. 또한 하시바 히데요시(羽柴秀吉)의 군세에 포위당한 가쓰라 히로시게(桂広繁)의 군세를 모토키요 자신이 3천의 병사를 이끌고 구출했다.
덴쇼 6년(1578년), 고즈키 성 전투(上月城の戦い)에서 7번째 동생 아마노 모토마사와 함께 군세의 선두에 서서 고즈키 성을 함락시키는데 큰 공을 세웠다.

### 도요토미 정권
덴쇼 10년(1582년) 빗추국 가모 성(鴨城)에서 하시바 히데요시의 군세와 전투를 벌인다.
같은 해, 다카마쓰 성 전투(高松城の戦い)에서, 모리 가문은 하시바 군과 강화를 맺었다.
덴쇼 13년(1585년), 시코쿠 정벌(四国征伐)에 출진하였다.
같은 해, 차남 모리 히데모토(毛利秀元)가 모리 데루모토의 양자가 되었기 때문에, 모토키요도 모리 성으로 돌아갔다.
덴쇼 15년(1587년), 규슈 정벌(九州征伐)에 출진하였다.
덴쇼 17년(1589년), 동생 니노미야 나리토키(二宮就辰)와 함께 아키국 히로시마성(広島城)을 축성하고, 또한 조카마치(城下町) 건설의 후신부교(普請奉行, 토목 공사의 책임 관리)를 맡아 지휘하였다.
덴쇼 19년(1591년), 데루모토로부터 12,000석의 영지를 받았다.
분로쿠(文禄) 원년(1592년)에 발발한 임진왜란에서는 모토키요는 병중인 데루모토를 대신하여, 모리 가문의 총대장이 되었다.
이 때, 히데요시가 모토키요에게 호랑이를 보낼 줄 것을 요구하여 모토키요는 호랑이 두 마리를 산채로 잡아 히데요시에게 보냈다. 그 호랑이는 교토에서 높은 평판을 얻어, 고요제이 천황도 구경하러 들렀다고 한다.
게이초 2년(1597년), 형 다카카게가 죽은지 약 한 달 뒤에, 거성인 아키국 사쿠라오성에서 47세를 일기로 세상을 떠났다.
이후, 모리 가문은 예전의 결속력을 잃게 되었다.
묘소가 있는 도운지(洞雲寺)에는 모토키요의 묘 뿐만 아니라 가쓰라 모토즈미(桂元澄)와 스에 하루카타(陶晴賢)의 묘도 있다.

### 사후
에도시대(江戸時代) 초기에 모토키요의 자손은 하기번(萩藩)의 지번인 조후번(長府藩), 기요스에번(清末藩)의 번주로서 존속한다. 데루모토의 직계가 단절된 뒤, 모토키요의 자손이 본가의 양자로 들어가 하기 번의 번주가 되어, 모리 가문의 적류로서 그 계통은 막부 말기까지 이어졌다.

## 인물
- 모토키요는 생모인 노미노오카타(乃美大方)의 노후를 항상 걱정하였고, 또한 동생들의 일에도 신경을 쓰는 온후한 무장이었다고 한다.
- 세 형(다카모토, 모토하루, 다카카게)의 활약상 때문에 가려져버리기 쉬우나, 모토나리의 측실에게서 태어난 형제 중에서도 특히 뛰어난 재능을 가진 무장이며, 세 형들과 견주어도 결코 떨어지지 않는 지용겸비의 명장으로 「네 번째의 화살(四本目の矢)」이라고도 불렸다.
- 산요 방면 동부에서 가장 중요한 거점인 사루카케 성을 수비했고, 특히 다카카게와 사이가 좋았던 듯, 많은 전투에서 다카카게의 군세에 속하였다.
- 모리 가문 중에서는 다카카게 다음으로 히데요시의 신임을 받았다고 한다.
- 다카모토, 모토하루, 다카카게 삼형제에 모토키요를 더해, 「모리의 네 화살(毛利の四本矢)」이라고도 한다.

## 일화
- 모토키요는 형 다카카게를 굉장히 신뢰하여, 동생 중에서도 특히 사이가 좋았던 「모토마사(元政)에게 「곤란한 일이 생기면 뭐든지 카게 님(景さま, 다카카게)께 여쭈어 상담받도록 해」라고 말했다고 한다.
- 죽을 때가 가까웠다는 것을 깨달은 모토키요는 마찬가지로 병상에 누워있던 다카카게와 함께 누가 먼저 세상을 떠날것인가 하는 대화를 나눴는데, 그 뒤 곧 다카카게가 사망하고, 그로부터 한 달가량 뒤에 모토키요가 죽었다고 한다.